# Oliver Scheytt
Oliver Scheytt, né le 14 avril 1958 à Cologne, a étudié la musique à la Folkwang Hochschule et le droit à l'université de la Ruhr à Bochum. 

## Biographie
Il est depuis 2007 professeur en politique culturelle à l'institut universitaire pour la musique et le théâtre de Hambourg. Oliver Scheytt a plus de 25 années d'expérience dans les domaines de la politique culturelle, ainsi que dans le management de projets d'envergure voués principalement au développement de la ville et de la région :
- Il a été membre – entre 1986 et 1993 – de la Deutscher Städtetag (Association des villes allemandes), puis de la Berlin-Vertretung et enfin chef de service pour la culture et l'éducation à la ville d'Essen. À ce titre, il occupa durant plusieurs années les services de l'éducation (1997-2007),  de l'environnement (2001-2006) et de la jeunesse (2005-2007).
- Il a accompagné la candidature d'« Essen pour la Ruhr » en vue de la capitale européenne de la culture 2010 et est devenu à la fin de l'année 2006 le directeur de RUHR.2010 GmbH, la société à responsabilité limitée chargée de l'organisation de RUHR.2010 - Capitale européenne de la culture.
- Il a élargi son expérience et ses contacts en participant à de nombreuses initiatives et organisations de renom, dans les domaines des arts et de la culture. Il fut en effet président du directoire du Fonds darstellende Künste (fonds pour le spectacle vivant), membre du directoire des Verbandes deutscher Musikschulen (Association des écoles allemandes de musique), président du secrétariat culturel de la Rhénanie-du-Nord-Westphalie, ainsi que membre expert de la commission d'enquête « Kultur in Deutschland » (culture en Allemagne) auprès du Bundestag (2003-2007).

Depuis 1997, il est président de la Kulturpolitische Gesellschaft (Société de politique culturelle), depuis 2002 membre du conseil de la fondation allemande pour la culture (Bundeskulturstiftung), membre depuis 2004 du comité culturel de la commission allemande de l'Unesco et enfin membre de la commission plénière de l'Institut Goethe. 
Oliver Scheytt est auteur de plusieurs publications sur les thèmes de la politique et du management culturel.

## Sources
- Curriculum vitæ d'Oliver Scheytt